# تفجيرات زيارة الامام الجواد 2013
تفجيرات زيارة الامام الجواد وهي مجموعة تفجيرات حدثت في عدة مناطق من عاصمة العراق بغداد استهدفت الزائرين الشيعة المتوجهين إلى مرقد الامام محمد الجواد -تاسع ائمة الشيعة- لاحياء ذكرى استشهاده في الكاظمية حيث ضريحه. وادت إلى سقوط العشرات من الشهداء والمئات من الجرحى. وتحمل هذه التفجيرات بصمات تنظيم القاعدة.

## التفجيرات
اثناء تحرك الزائرين نحو مدينة الكاظمية مرورا بمدينة الاعظمية تم استهدافهم بقنبلة قد زرعت لهم الامر الذي تسبب بارباك قوات الشرطة في المنطقة وتجمع الناس لانقاذ الجرحى وفي اثناء ذلك فجر انتحاري نفسه وسط الزائرين الشيعة الامر الذي ادى إلى استشهاد 51 شخص واصابة 107 بجروح. كما ان هذا الهجوم تزامن مع هجوم انتحاري اخر استهدف مقهى شعبي في مدينة بلد الواقعة شمال العاصمة العراقية بغداد والتي تتركز بها غالبية شيعية ادى إلى استشهاد 12 شخص مع وقوع عشرات الجرحى.
وفي صباح اليوم التالي للتفجيرات المذكورة اعلاه، كان الزائرين الشيعة المتوجهين إلى الكاظمية المارين بمنطقة الوزيرية هدفا لانتحاري اخر قرر تفجير نفسه وسطهم مما ادى إلى مقتل 13 شخص واصابة 30 اخرين. تزامنا مع هذا التفجير وإلى الشمال من العراق اقتحم انتحاري بسيارة مفخخة مدرسة ابتدائية في قرية يقطنها شيعة تركمان مفجرا نفسه وسيارته داخلها متسببا بقتل 14 طفل وناظر المدرسة.